# Lilico
Olívio Henrique da Silva Fortes, mais conhecido como Lilico (Rio de Janeiro, 8 de outubro de 1937 — Cabo Frio, 23 de setembro de 1998) foi um humorista brasileiro.

## Vida
Vendedor de balas nos bastidores dos programas da Rádio Nacional, foi calouro do Programa Trem da Alegria, onde fez uma imitação do cantor Jorge Veiga; como premio ganhou um refrigerante e uma cocada. O Trem da Alegria, comandado por Heber de Bôscoli, Yara Salles e de Lamartine Babo, foi o primeiro programa do qual Lilico participou como humorista.
Começou a carreira televisiva em 1968, no humorístico Balança Mas Não Cai. Na Rede Globo, participou do programa "Oh, Que Delícia de Show", apresentado por Célia Biar. Depois, o programa passa a se chamar "Alô Brasil, Aquele Abraço", usando seu bordão.
Gilberto Gil foi processado por Lilico, sob a acusação de plágio; a alegação seria a de que Gil teria se apropriado do bordão usado pelo humorista ao compor a canção Aquele Abraço!, de 1969.
Lilico continuou na Globo até ser convidado pela produção do programa A Praça da Alegria, criando seu personagem "O Homem do Bumbo", na qual chamava as pessoas tocando um bumbo, o personagem usava como bordão um refrão: "Tempo bom, não volta mais. Saudade... de outros tempos iguais!", mudando-se em seguida para o SBT, trabalhando no humorístico A Praça é Nossa até 1998.
Seguiria no SBT até vir a falecer na Clinica Santa Helena, na cidade de Cabo Frio, vitimado por problemas respiratórios. Lilico foi sepultado no cemitério da cidade de Iguaba Grande.

## Trajetória como cantor
Além de trabalhar como humorista, Lilico foi também cantor e compositor, lançando seu primeiro sucesso em 1970: "Tempo bom", em parceria com o também ator Grande Otelo. Gravou, no total, 5 álbuns.

## Filmografia

### Televisão
| Ano       | Título                  | Papel          | Emissora          |
| --------- | ----------------------- | -------------- | ----------------- |
| 1968      | Balança mas Não Cai     |                | Rede Globo        |
|           | Oh, Que Delícia de Show |                | Rede Globo        |
| 1989      | Só Riso na Praça        | Paidrasto      | Rede Bandeirantes |
| 1989-1998 | A Praça é Nossa         | Homem do Bumbo | SBT               |